# Зефир восточный дубовый
Зефир восточный дубовый, или зефир меченый (Wagimo signata), — вид дневных бабочек из семейства голубянок (Lycaenidae).

## Описание
Длина переднего крыла самцов 17—18 мм, самок 17—19 мм. Окраска верхней стороны крыльев у обоих полов чёрно-бурая, на передних крыльях в центральной части располагается кобальтово-голубое крупное пятно, на задних крыльях — у корня. Рисунок нижней стороны крыльев жёлто-оранжевый с очерченными белыми поперечными перевязями и чёрными отметинами. Задние крылья с длинным хвостиком. Глаза покрыты редкими волосами. Передние лапки самцов несегментированные.

## Ареал
Россия (Юг Хабаровского края, Приморье), Япония, Корея, Центральный, Северо-Восточный и Западный Китай.

## Биология
За год данный вид бабочек развивается в одном поколении. Время лёта бабочек длится с середины июля по сентябрь. Гусеницы этого вида развиваются на различных видах дубов (Quercus): Quercus dentata, Quercus serrata, Quercus mongolica, Quercus acutissima, Quercus alinea, Quercus variabilis. Окукливается в почве.